# Hippokrates
 Der er for få eller ingen kildehenvisninger i denne artikel, hvilket er et problem. Du kan hjælpe ved at angive troværdige kilder til de påstande, som fremføres i artiklen.

Hippókrates (460 – mellem 375 og 351 f.Kr.) var en græsk læge hvis navn har nydt en helt usædvanlig berømmelse i lægekunstens historie. 
Derfor har han fået betegnelsen ”Lægekunstens Fader” og blev regnet som forfatteren af en større samling af medicinske tekster fra 5. og 4.årh. f.Kr., det såkaldte Corpus Hippocraticum.
Allerede i oldtiden havde man diskussioner om, at nogle af skrifterne ikke kunne være af Hippokrates selv. 
I vore dage er man tilbøjelig til at frakende ham forfatterskabet til en større del af dem ud fra kriterier som: indbyrdes modstridende indhold eller sandsynlighed for en senere datering. 
Det står imidlertid fast, at Hippokrates skrev bøger og havde en lægeskole på øen Kos, hvor han var født, og hvorfra han rejste rundt.
Det står også fast, at alle forfatterne i Corpus Hippocraticum har betragtninger som vil interessere nutidige læsere, selvom faget i vore dage kan glæde sig over langt større indsigt og bedre tekniske hjælpemidler. 
I 1800-tallet regnedes Corpus Hippocraticum endnu for så væsentligt for lægekunsten, at lægen og ordbogsredaktøren Émile Littré foretog en samlet tekstkritisk udgivelse med oversættelse til fransk i ti bind.
Helt op til 1800-tallets midte kunne både folkemedicinen og medicinundervisningen på universiteterne i Europa karakteriseres som hippokratisk.
Der er mange faktorer som har medvirket til denne lange, næsten ubrudte tradition. En af de vigtigste var en anden græsk læge ved navn Galen som i 2.årh. e.Kr. kanoniserede de hippokratiske skrifter ved med stor kraft at bekende sig til Hippokrates’ lære frem for tidens andre medicinske teorier og ved at kommentere, supplere og systematisere den. Middelalderens og renæssancens hippokratiske medicin byggede i høj grad på Galens skrifter i oversættelse til latin. 
Den Hippokrates som Galen kendte 500 år efter hans død, fandt han i Corpus Hippocraticum. 

## Eksterne links
- Wikimedia Commons har flere filer relateret til Hippokrates
- Hippokrates fra Kos Arkiveret 4. marts 2016 hos  Wayback Machine på Sdu.dk (Syddansk Universitet)
- Hippokrates fra Kos Arkiveret 25. marts 2016 hos  Wayback Machine på museion.ku.dk (Medicinsk Museion ved Københavns Universitet) – En udførlig forklaring som præsenterer de hippokratiske skrifter enkeltvis og giver mulighed for søgning efter emne.